# Sulejovice
Sulejovice är en ort i Tjeckien.   Den ligger i regionen Ústí nad Labem, i den nordvästra delen av landet, 50 km nordväst om huvudstaden Prag. Sulejovice ligger 162 meter över havet och antalet invånare är 692.
Terrängen runt Sulejovice är platt åt sydost, men åt nordväst är den kuperad.Runt Sulejovice är det ganska tätbefolkat, med 56 invånare per kvadratkilometer. Närmaste större samhälle är Ústí nad Labem, 18,0 km norr om Sulejovice. Trakten runt Sulejovice består till största delen av jordbruksmark.